# Interzonenturnier Tunis 1985
Das Interzonenturnier Tunis 1985 wurde von April bis Mai 1985 als Rundenturnier mit 18 Teilnehmern in Tunis ausgetragen. Es wurde vom Weltschachbund FIDE organisiert und sollte vier Teilnehmer des Kandidatenturniers zur Schachweltmeisterschaft 1987 ermitteln.  Austragungsort des Turniers war das Hotel Cap Carthage Mediterranee im Vorort Gammarth.

## Abschlusstabelle
|    | Teilnehmer          | 01 | 02 | 03 | 04 | 05 | 06 | 07 | 08 | 09 | 10 | 11 | 12 | 13 | 14 | 15 | 16 | 17 | Punkte |
| -- | ------------------- | -- | -- | -- | -- | -- | -- | -- | -- | -- | -- | -- | -- | -- | -- | -- | -- | -- | ------ |
| 01 | Artur Jussupow      |    | ½  | 1  | 1  | ½  | ½  | 1  | ½  | ½  | ½  | ½  | 1  | 1  | ½  | 1  | ½  | 1  | 11½    |
| 02 | Alexander Beliavsky | ½  |    | ½  | ½  | 1  | ½  | ½  | 1  | 1  | ½  | ½  | 1  | 0  | ½  | 1  | 1  | 1  | 11     |
| 03 | Lajos Portisch      | 0  | ½  |    | ½  | 1  | ½  | ½  | ½  | ½  | ½  | 1  | ½  | 1  | ½  | ½  | 1  | 1  | 10     |
| 04 | Viktor Gavrikov     | 0  | ½  | ½  |    | ½  | 0  | ½  | ½  | 1  | ½  | 1  | ½  | ½  | 1  | ½  | 1  | 1  | 9½     |
| 05 | Alexander Tschernin | ½  | 0  | 0  | ½  |    | ½  | ½  | 1  | 0  | ½  | ½  | 1  | ½  | 1  | 1  | 1  | 1  | 9½     |
| 06 | Vlastimil Hort      | ½  | ½  | ½  | 1  | ½  |    | ½  | ½  | 0  | ½  | ½  | ½  | ½  | 1  | 0  | 1  | 1  | 9      |
| 07 | Gennadi Sosonko     | 0  | ½  | ½  | ½  | ½  | ½  |    | ½  | ½  | ½  | ½  | ½  | ½  | ½  | 1  | 1  | 1  | 9      |
| 08 | Maxim Dlugy         | ½  | 0  | ½  | ½  | 0  | ½  | ½  |    | ½  | ½  | 1  | ½  | ½  | 1  | ½  | 1  | 1  | 9      |
| 09 | Nick de Firmian     | ½  | 0  | ½  | 0  | 1  | 1  | ½  | ½  |    | 1  | 0  | ½  | ½  | 1  | 0  | ½  | 1  | 8½     |
| 10 | Predrag Nikolić     | ½  | ½  | ½  | ½  | ½  | ½  | ½  | ½  | 0  |    | 1  | 0  | ½  | 0  | ½  | 1  | 1  | 8      |
| 11 | Mihai Șubă          | ½  | ½  | 0  | 0  | ½  | ½  | ½  | 0  | 1  | 0  |    | 0  | 1  | ½  | 1  | 1  | 1  | 8      |
| 12 | Anthony Miles       | 0  | 0  | ½  | ½  | 0  | ½  | ½  | ½  | ½  | 1  | 1  |    | ½  | 0  | ½  | 1  | 1  | 8      |
| 13 | Iván Morovic        | 0  | 1  | 0  | ½  | ½  | ½  | ½  | ½  | ½  | ½  | 0  | ½  |    | ½  | 1  | ½  | ½  | 7½     |
| 14 | Alonso Zapata       | ½  | ½  | ½  | 0  | 0  | 0  | ½  | 0  | 0  | 1  | ½  | 1  | ½  |    | ½  | ½  | ½  | 6½     |
| 15 | Ewgeni Ermenkow     | 0  | 0  | ½  | ½  | 0  | 1  | 0  | ½  | 1  | ½  | 0  | ½  | 0  | ½  |    | ½  | 1  | 6½     |
| 16 | Assem Afifi         | ½  | 0  | 0  | 0  | 0  | 0  | 0  | 0  | ½  | 0  | 0  | 0  | ½  | ½  | ½  |    | 1  | 3½     |
| 17 | Slaheddine Hmadi    | 0  | 0  | 0  | 0  | 0  | 0  | 0  | 0  | 0  | 0  | 0  | 0  | ½  | ½  | 0  | 0  |    | 1      |

Der 18. Teilnehmer Slim Bouaziz aus dem Gastgeberland Tunesien zog sich nach sechs Runden vom Turnier zurück, seine Ergebnisse wurden annulliert. Er hatte lediglich gegen Morovic remisiert und seine Partien gegen Beljawski, Hort, de Firmian, Șubă sowie Hmadi verloren.

## Stichkampf um Platz 4
Um den vierten Qualifikationsplatz gab es einen Stichkampf der punktgleichen Spieler. Dieser fand im Juni und Juli 1985 in Moskau statt. Dabei setzte sich Tschernin gegen Gavrikov mit 3½:2½ durch. Er gewann die erste und vierte Partie, Gavrikov siegte in der fünften Runde. Die drei übrigen Partien endeten remis.